# 詹姆士·S·斐伦
詹姆士·S·斐伦（James Sturgis Fearon，1849年2月12日—1920年10月26日）是1898年至1899年期间的上海公共租界工部局總董。

## 生平
詹姆士·S·斐伦出生于澳大利亚新南威尔士州悉尼。
1870年，詹姆士·S·斐伦移居上海，並加入了瓊記洋行（Augustin, Heard & Co） 船運部。後來瓊記洋行倒闭，他与羅氏（EG Lowe）等人成立了協隆洋行（Fearon, Lowe & co） 。該公司主營進出口貿易以及輪船和保險公司代理。後來羅氏去世，丹尼爾（ Daniel）加入，公司英文名改成Fearon Daniel & Co，中文名稱不變。
在上海期間， 詹姆士·S·斐伦還擔任上海跑马总会主席以及上海公共租界工部局總董，他也是上海水龍公所維多利亞隊（Victoria Company of the Shanghai Fire Brigade）的發起人。
1900年，為了拓展協隆洋行的業務，他前往纽约生活了一段時間。 1910年回到中国。  1903年，詹姆士·S·斐伦獲得美國國籍。
1920年10月26日，斐伦在天津逝世，他的墓地位於广东路公墓。文化大革命期間，广东路公墓被搗毀，斐伦墓也未能倖免。

## 婚姻
斐伦的妻子是艾米丽（Emily Wood）。他们育有两子一女。1934年，艾米丽在上海逝世，墓地位於虹桥路公墓。 